# لجنة حماية الصحفيين
لجنة حماية الصحفيين (بالإنجليزية: Committee to Protect Journalists اختصاراً CPJ)‏ منظمة غير حكومية غير هادفة للربح مقرها في مدينة نيويورك تهدف إلى حماية حرية الصحافة والدفاع عن حقوق الصحفيين. وصفتها مجلة Americal Journalism Review بأنها «الصليب الأحمر في مجال الثقافة».
تأسست لجنة حماية الصحافة في سنة 1981 بجهود عدد من الصحفيين الأمريكيين الدوليين لمواجهة المضايقات من الحكومات الاستبدادية. تنظم اللجنة حملات احتجاج وتعمل عن طريق قنوات دبلوماسية لتحقيق التغيير. تنشر اللجنة تقارير ونشرات أخبارية ومقالات ومسحاً عالمياً لحرية الصحافة اسمه «اعتداءات على الصحافة».
تعمل اللجنة في أكثر من 120 دولة وتضم فريق عمل مكون من 23 موظفا في مقرها بمدينة نيويورك بينهم متخصصون في كل منطقة رئيسية في العالم، كما تحظى اللجنة بممثل لها في واشنطن ومستشارين في جميع انحاء العالم، فضلا عن أن لها مجلس إدارة مكونا من 35 عضوا من الصحفيين البارزين يتولون توجيه أنشطة اللجنة ويتم تمويلها عن طريق التبرعات من الأفراد والشركات، ولا تقبل تمويلا حكوميا، وتقوم من خلال فريقها البحثي برصد انتهاكات حرية الصحافة في العالم وتوثيقها والتحقق منها من أكثر من مصدر للتأكد من حقيقة حدوثها والدافع من ورائها.
تؤلف لجنة حماية الصحفيين قائمة سنوية بالصحفيين المقتولين أثناء العمل في كل أنحاء العالم. تكون أرقام اللجنة عادةً أدنى من مثيلاتها في تقارير مراسلون بلا حدود أو الاتحاد الدولي للصحفيين بسبب طريقة القياس والتحقق.

## وصلات خارجية
- موقع لجنة حماية الصحفيين (بالعربية)